# جزيء صغير
الجزيء الصغير في علم الأحياء الجزيئي هو جزيء ذو وزن جزيئي منخفض (أقل من 900 دالتون) وحجم في مجال 1 نانومتر. معظم الأدوية هي جزيئات صغيرة، أما البُنى الأكبر مثل الأحماض النووية والبروتينات والعديد من عديدات السكاريد ليست جزيئات صغيرة رغم أن موحوداتها (ريبونوكليوتيدات و ر.م.أ، أحماض أمينية، سكريات أحادية على التوالي) غالبا ما تعتبر جزيئات صغيرة. يمكن أن تُستخدم الجزيئات الصغيرة كأدوات بحثٍ لسبر الوظائف البيولوجية وكذلك في تطوير الأدوية. يمكن لبعض هذه الجزيئات تثبيط عملية محددة لبروتين أو إخلال تآثرات بروتين-بروتين.
يحصر علم الأدوية مصطلح «جزيء صغير» في الجزيئات التي ترتبط بجزيئات ضخمة محددة وتعمل كمؤثر، مغيرة نشاط أو وظيفة الجزيء الهدف. يمكن أن يكون لدى الجزيئات الصغيرة تنوعا في الوظائف البيولوجية أو في التطبيقات، حيث تعمل كإشارات خلوية، أدوية طبية، مبيدات زراعية والعديد من الوظائف الأخرى. يمكن أن تكون هذه الجزيئات طبيعية (مثل المستقلبات الثانوية) أو صناعية (مثل مضادات الفيروسات)، ويمكن أن يكون لها تأثير مفيد ضد الأمراض (كالأدوية) أو تكون مضرة (مثل الماسخات والمسرطنات).